# Gnosjö landskommun
Gnosjö landskommun var en tidigare kommun i Jönköpings län.

## Administrativ historik
När 1862 års kommunalförordningar trädde i kraft den 1 januari 1863 inrättades i Sverige cirka 2 400 landskommuner samt 89 städer och ett mindre antal köpingar.
Då inrättades i Gnosjö socken i Västbo härad i Småland denna kommun. 
Vid kommunreformen 1952 bildade Gnosjö storkommun genom sammanläggning med de tidigare kommunerna Kulltorp (en del fördes till Bredaryds landskommun), Källeryd, Kävsjö och Åsenhöga.
Den 1 januari 1971 ombildades landskommunen till Gnosjö kommun.
Kommunkoden var 0617.

### Församlingar
I kyrkligt hänseende tillhörde landskommunen Gnosjö församling. Från den 1 januari 1952 tillkom församlingarna Kulltorp (del av), Källeryd, Kävsjö och Åsenhöga.

## Kommunvapen
Blasonering: I grönt fält två bjälkvis ställda genomgående strängar mellan fem vattenhjul, ordnade två, två och ett, allt av silver.
Gnosjö kommunvapen utformades av Svenska Kommunalheraldiska Institutet och har använts sedan 1954. Det övertogs av Gnosjö kommun. De fem vattenhjulen på vapnet symboliserar de vattenhjul som från 1700-talet och fram till 1900-talet drev hundratals tråddragerier i Gnosjötrakten.

## Geografi
Gnosjö landskommun omfattade den 1 januari 1952 en areal av 452,29 km², varav 420,57 km² land. Efter nymätningar och arealberäkningar färdiga den 1 januari 1957 omfattade landskommunen den 1 november 1960 en areal av 451,67 km², varav 421,96 km² land.

### Tätorter i kommunen 1960
| Tätort      | Folkmängd |
| ----------- | --------- |
| Gnosjö      | 1 963     |
| Hillerstorp | 664       |
| Nissafors   | 329       |
| Kulltorp    | 233       |
| Marieholm   | 227       |

Tätortsgraden i kommunen var den 1 november 1960 48,8 procent.

## Politik

### Mandatfördelning i Gnosjö landskommun 1938–1966
| 2 | 6 | 1 | 4 | 4 | 3 |

| 20 |

| 2 | 7 | 1 | 4 | 5 | 1 |

| 20 |

| 2 | 5 | 2 | 3 | 7 | 1 |

| 19 |

| 11 | 15 | 4 | 8 | 2 |

| 39 |

|  | 13 | 7 | 14 | 5 |

| 38 |

| 12 | 5 | 8 | 8 | 7 |

| 37 |

| 13 | 9 | 11 | 7 |

| 38 |

|  | 11 | 9 | 9 | 3 | 7 |

| 38 |